# Richard Stimming
Richard Stimming (* 25. Januar 1866 in Brandenburg an der Havel; † 8. September 1936 in Großwusterwitz) war ein deutscher Arzt und Ur- und Frühgeschichtsforscher.

## Leben
Richard Stimming besuchte die Ritterakademie in Dom Brandenburg und studierte Medizin in Berlin. Als promovierter Arzt lebte und praktizierte er ab 1895 in Großwusterwitz (Kreis Jerichow II). Stimming war Mitglied des Genthiner Vereins der Alterthumsfreunde und legte sich eine umfangreiche Sammlung prähistorischer Exponate des Gebietes zwischen Havel und Elbe an. Fundplätze waren in erster Linie Ton- und Kiesgruben. Beispielsweise stammen viele Funde vom Pritzerber See, dem Gallberg bei Hohenferchesar oder aus der Gemarkung Butzow. Insgesamt untersuchte er mehr als 100 vorgeschichtliche Fundplätze. Die Ergebnisse seiner Arbeit veröffentlichte er beispielsweise im Mannus, in der Prähistorischen Zeitschrift und in dieser Zeit häufigen Heimatblättern.
Im Jahr 1929 kaufte das Kreismuseum Jerichower Land einen großen Teil der Sammlung auf, das seither Kernstück der über 8000 Exponate umfassenden ur- und frühgeschichtliche Sammlung des Museums ist. Herausragende Stücke sind beispielsweise eine Graburne aus dem 1. beziehungsweise 2. Jahrhundert vom Gallberg mit einer einzigartigen Pferdedarstellung und eine jungpaläolithische beziehungsweise mesolithische Geweihhacke.

## Auswahl an Stücken der Sammlung

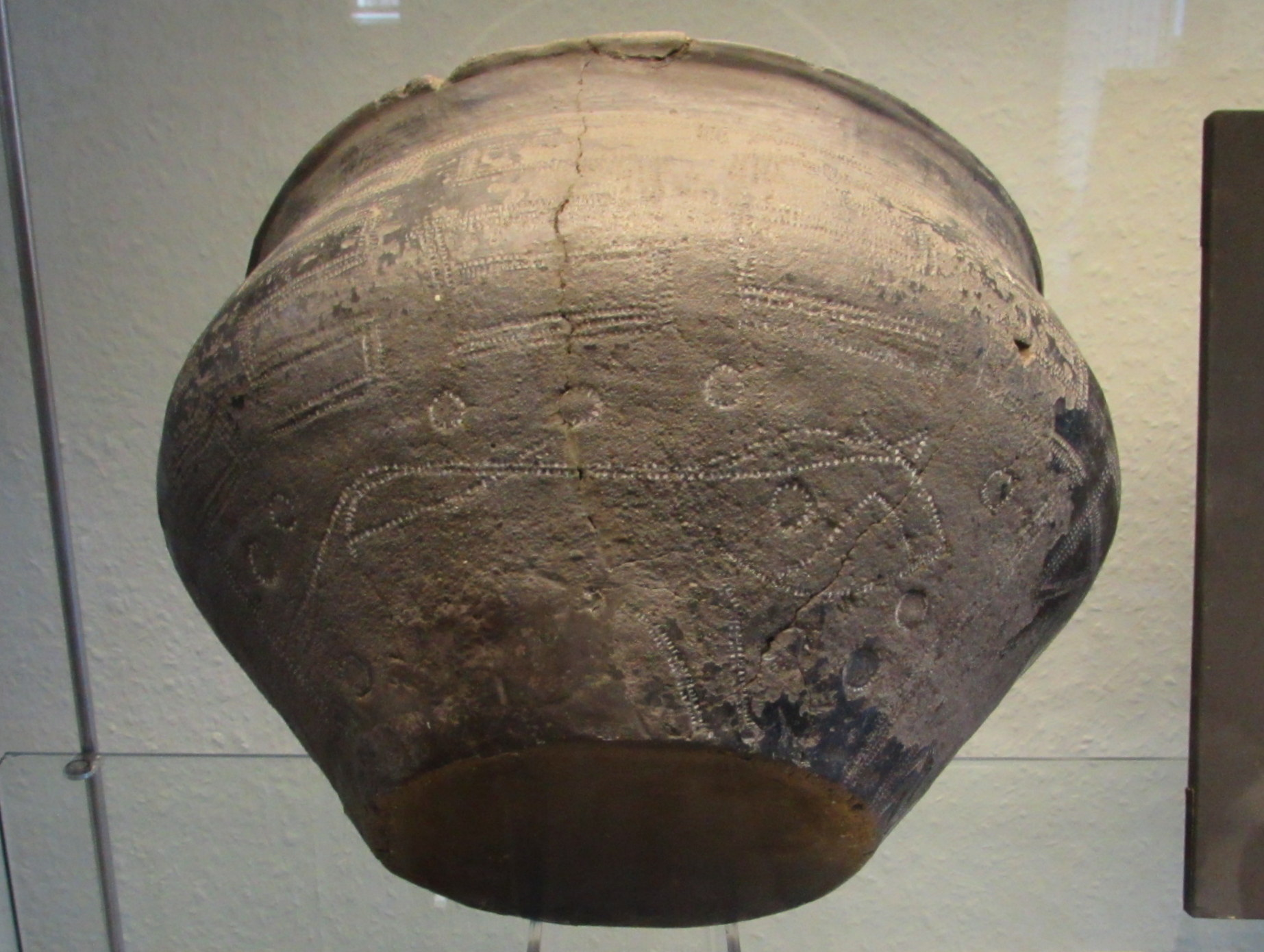
Urne mit Pferdedarstellung, Gallberg bei Hohenferchesar
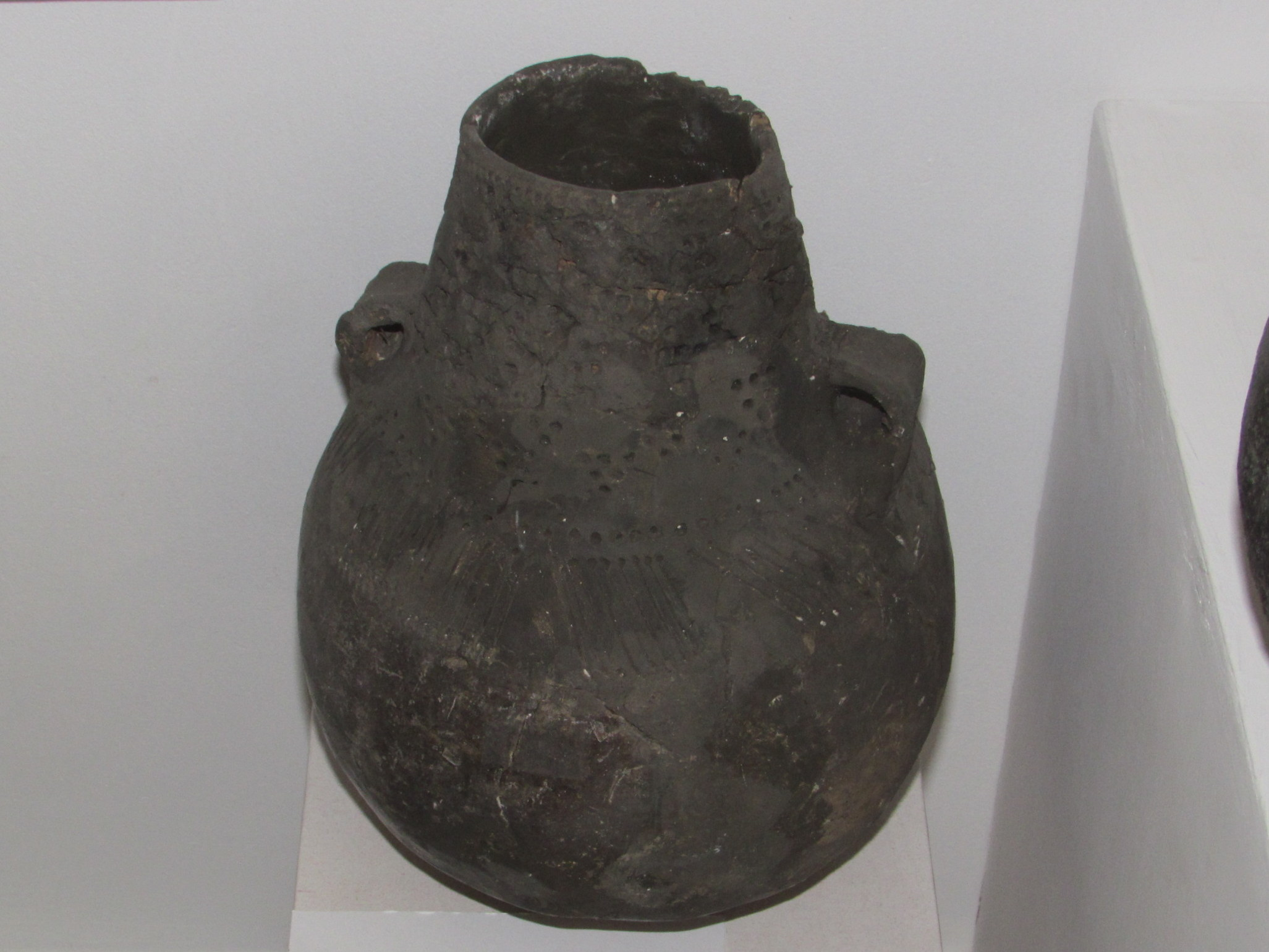
Kugelamphore der Kugelamphorenkultur, Butzow
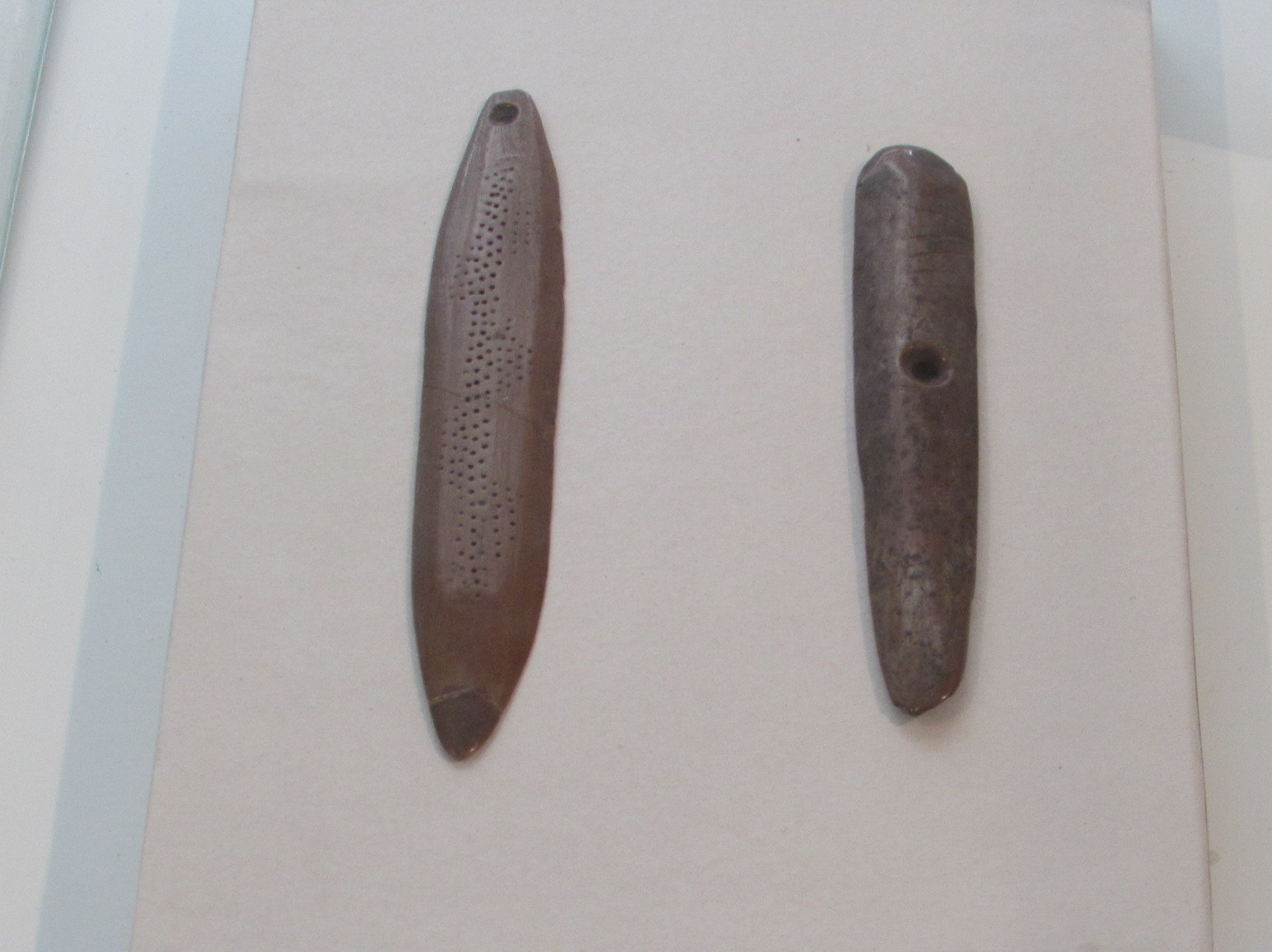
Schwirrgerät, Pritzerbe
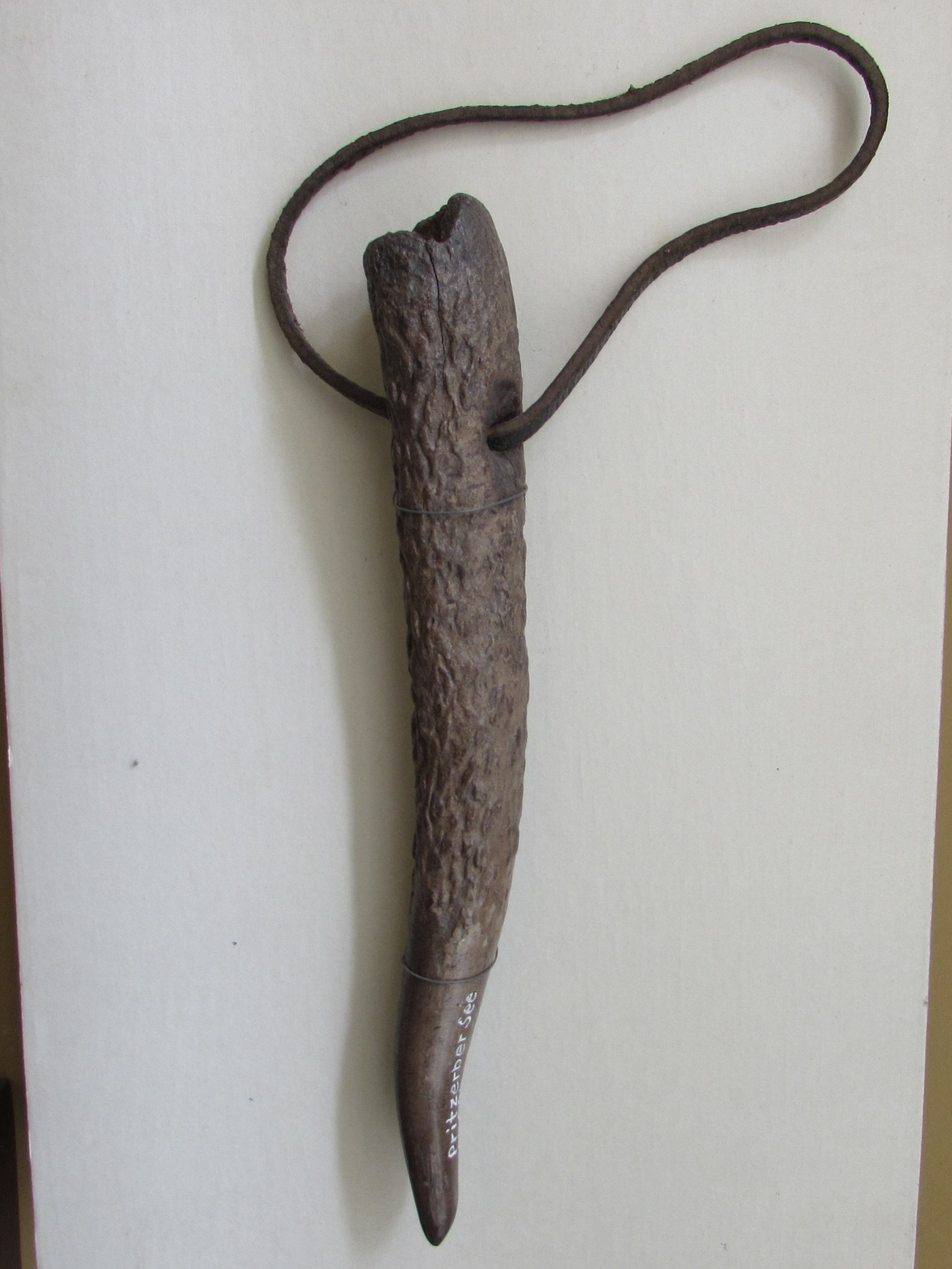
Anhänger, Pritzerber See
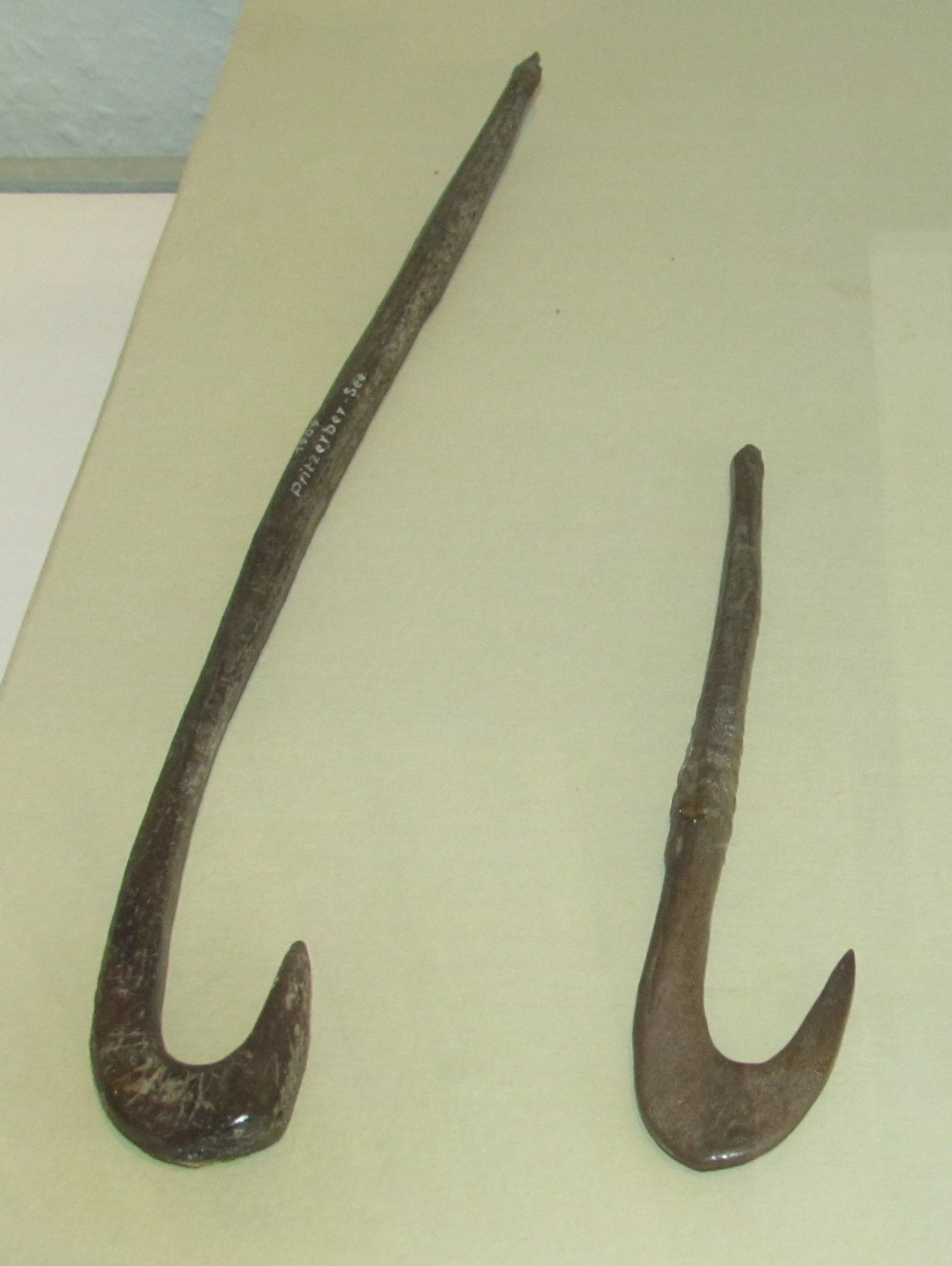
Angelhaken, links Pritzerber See
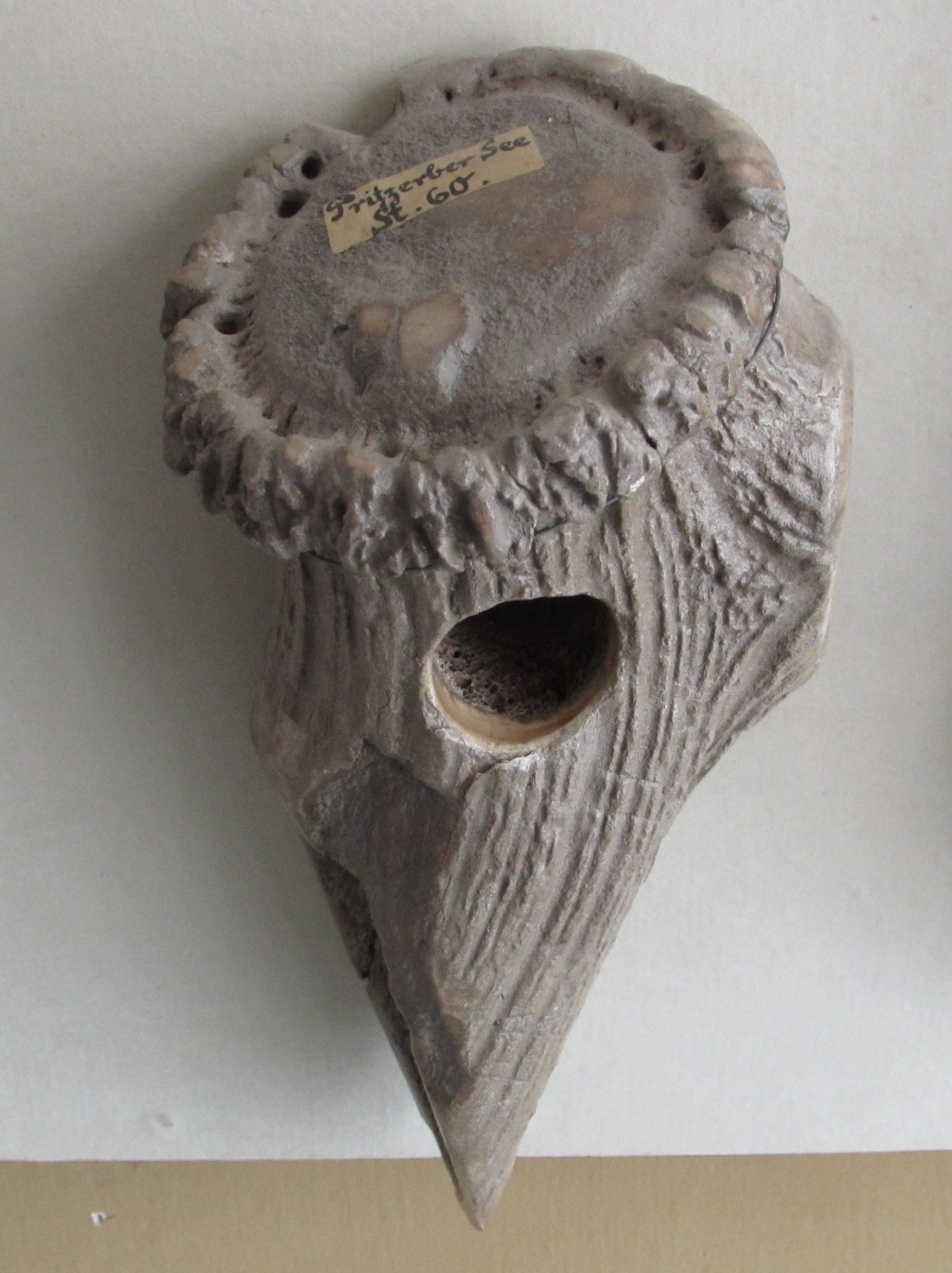
Artefakt aus Geweih, Pritzerber See
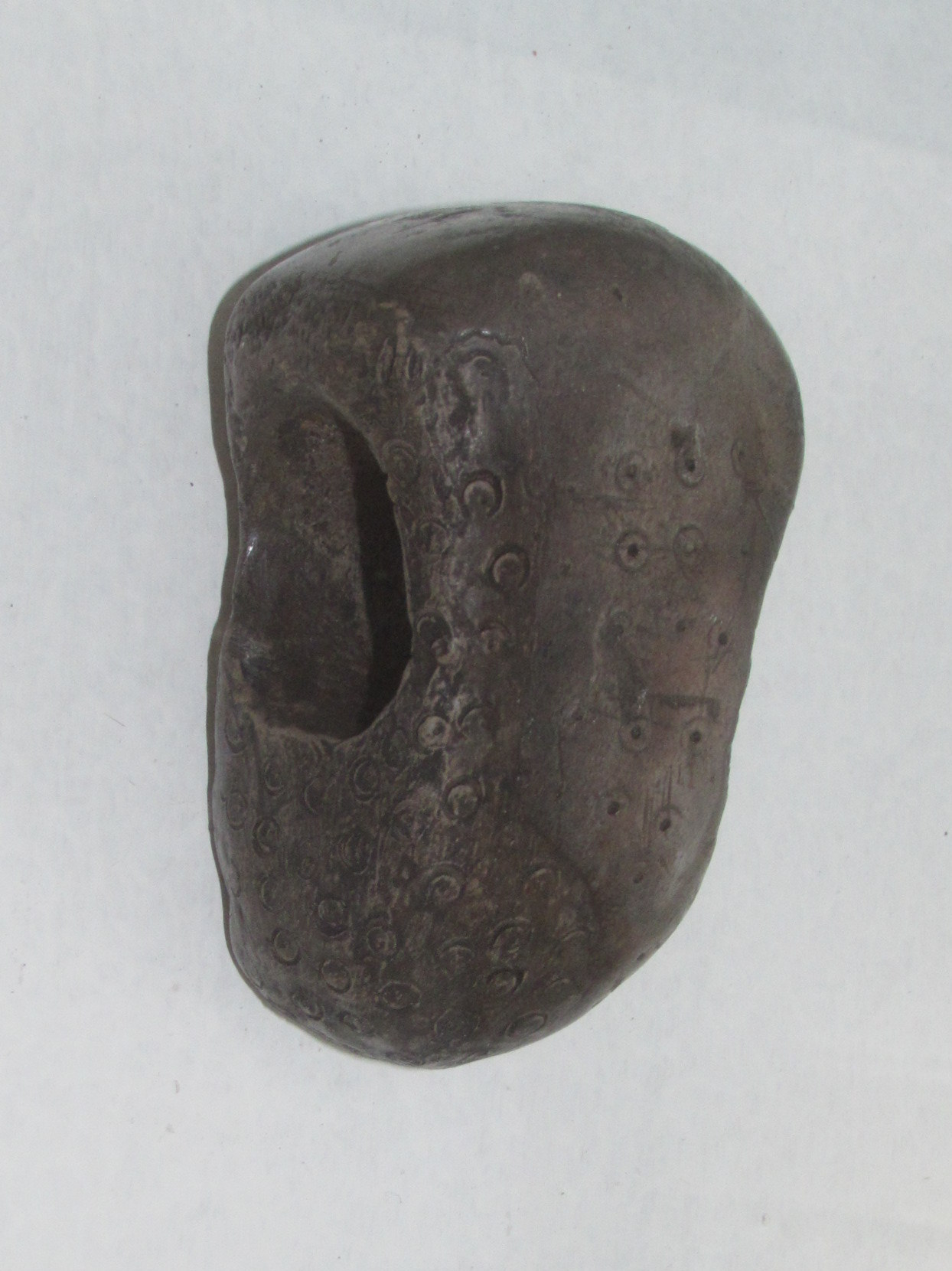
Knochengerät, Pritzerber See
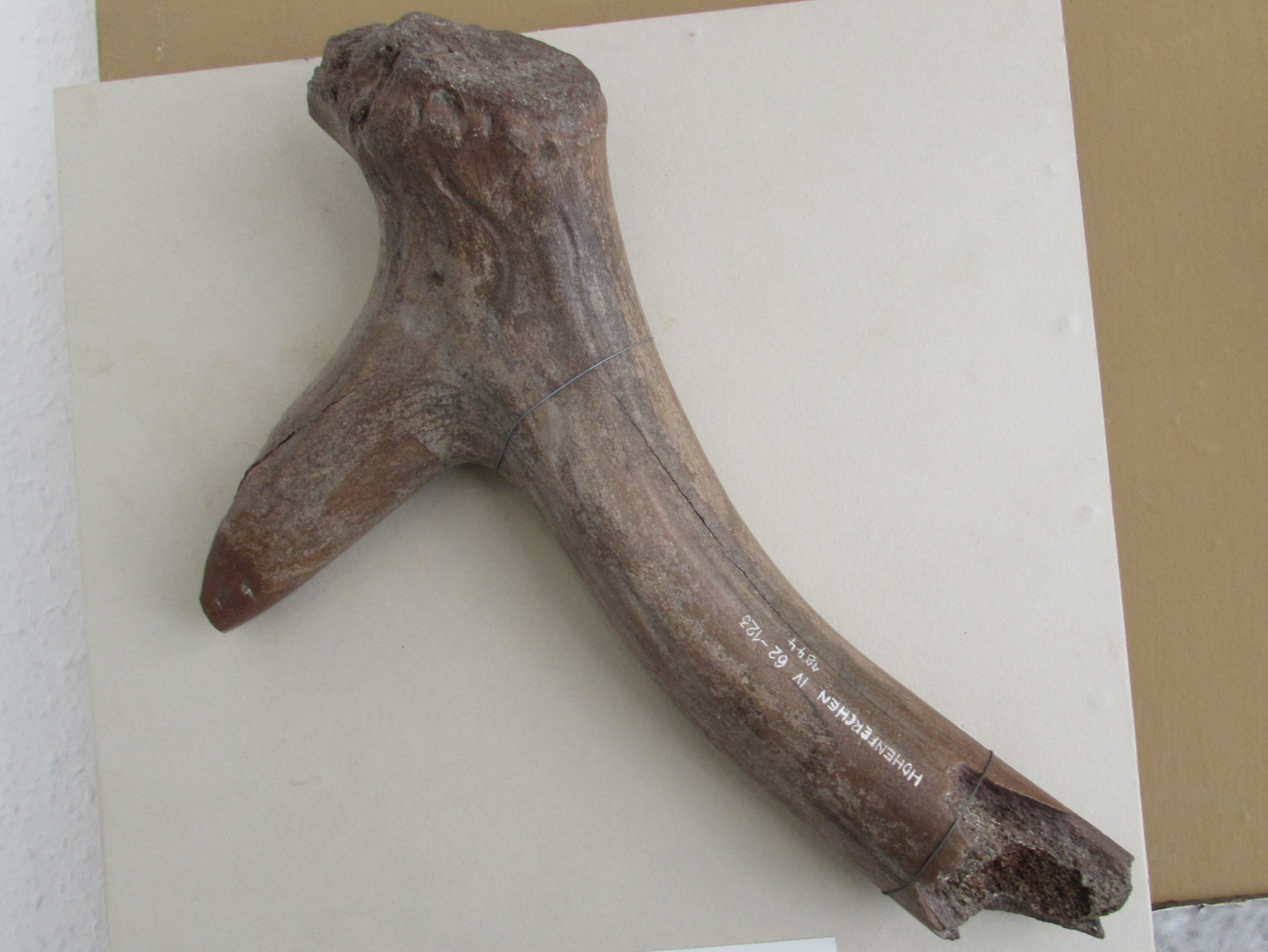
Geweihhacke, Hohenferchesar
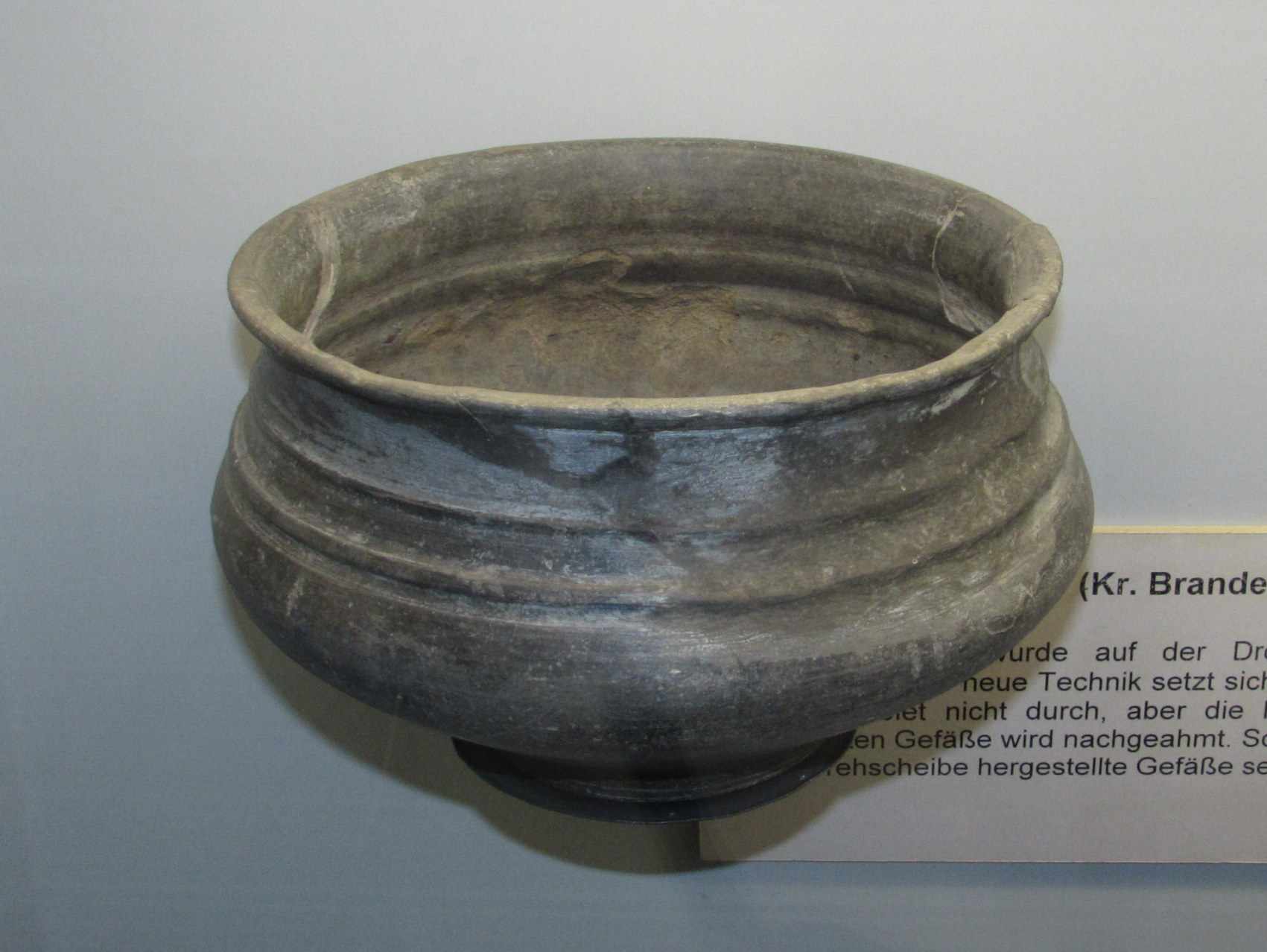
Graburne, Hasselberg bei Butzow

## Aufsätze
- Das Gräberfeld der Völkerwanderungszeit vom Mosesberg bei Butzow, Kreis Westhavelland, Prähistorische Zeitschrift, Band 2, 1910, 406–411
- Waffen der römischen Kaiserzeit aus der Mark Brandenburg, Mannus 4, 1912, 309–315
- Nachtrag über Fibelformen der Bronze- und Eisenzeit in der Mark Brandenburg und der Provinz Sachsen, Mannus 6, 1914, 184–191
- Frührömische Funde aus der Mark Brandenburg und ihrer Umgebung, Mannus 7, 1915, 342–364
- Die Rentierzeit in der märkischen Havelgegend, Mannus 8, 1917, 233–240
- Das Harz in der vorgeschichtlichen Zeit und seine Verwendungsweise, Mannus 11/12, 1919/20, 165–174
- Drei gedrehte Latènezeitgefäße aus der Provinz Sachsen und Brandenburg, Prähistorische Zeitschrift, Band 18, 1927, 249–255
- Die Ancyluszeit in der märkischen Havelgegend, Archiv für Anthropologie N. F. 21, 1928, 109–121
- Knochen- und Horngeräte sowie Tierreste in vorgeschichtlichen Grabgefäßen der Elbe-Havel-Gegend, Mannus 26, 1934, 246–261[3]